# Don Megson
Donald Harry „Don“ Megson (* 12. Juni 1936 in Sale, Großbritannien; † vor oder am 16. März 2023) war ein englischer Fußballspieler und -trainer sowie Vater des Fußballtrainers Gary Megson.

## Spielerlaufbahn
Er machte sein Debüt als Libero von First-Division-Aufsteiger Sheffield Wednesday im November 1959. Im FA-Cup-Finale 1966 führte er sein Team als Kapitän an. Er absolvierte 386 Ligaspiele für Sheffield Wednesday (6 Tore) und wechselte im März 1970 zu den Bristol Rovers, für die er 31 Ligaspiele absolvierte (1 Tor).

## Trainerlaufbahn
Er trainierte die Bristol Rovers von 1972 bis 1977. 1972 gewann er mit ihnen den Watney Cup in seinem erst dritten Spiel als Trainer, 1974 stieg er mit ihnen in die Second Division auf. Er trainierte außerdem die Portland Timbers von 1978 bis 1980 und 1983 sieben Monate lang den AFC Bournemouth.